# Max-Morlock-Stadion
L'Stadion Nürnberg és un estadi de futbol i atletisme situat a la ciutat de Nuremberg, a l'estat federal alemany de Baviera. Serveix de seu habitual a l'equip de futbol 1. FC Nürnberg.

## Història

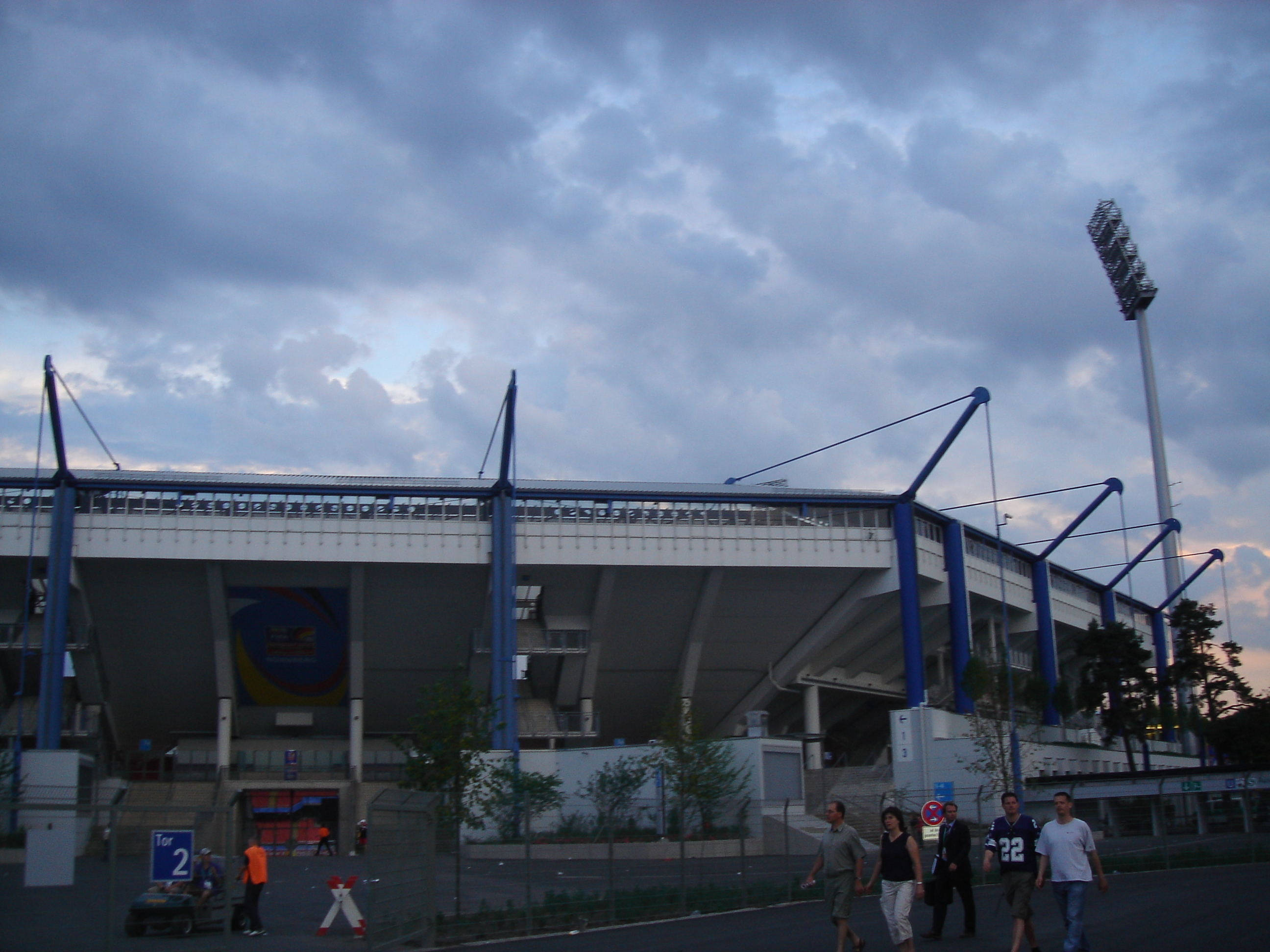
Exterior de l'estadi

Va ser inaugurat el 1991 amb el nom de Frankenstadion. Des del 14 de març de 2006, i per un període de 5 anys, que l'estadi duu el nom "easyCredit-Stadion", després del finançament que va obtenir del banc alemany Norisbank AG per a la seva remodelació.
Durant el desenvolupament de la Copa del Món de Futbol 2006 es va anomenar Frankenstadion altra vegada, a causa del fet que la FIFA no permetia cap mena de publicitat en el nom dels estadis.